# Niszczyciele rakietowe projektu 57

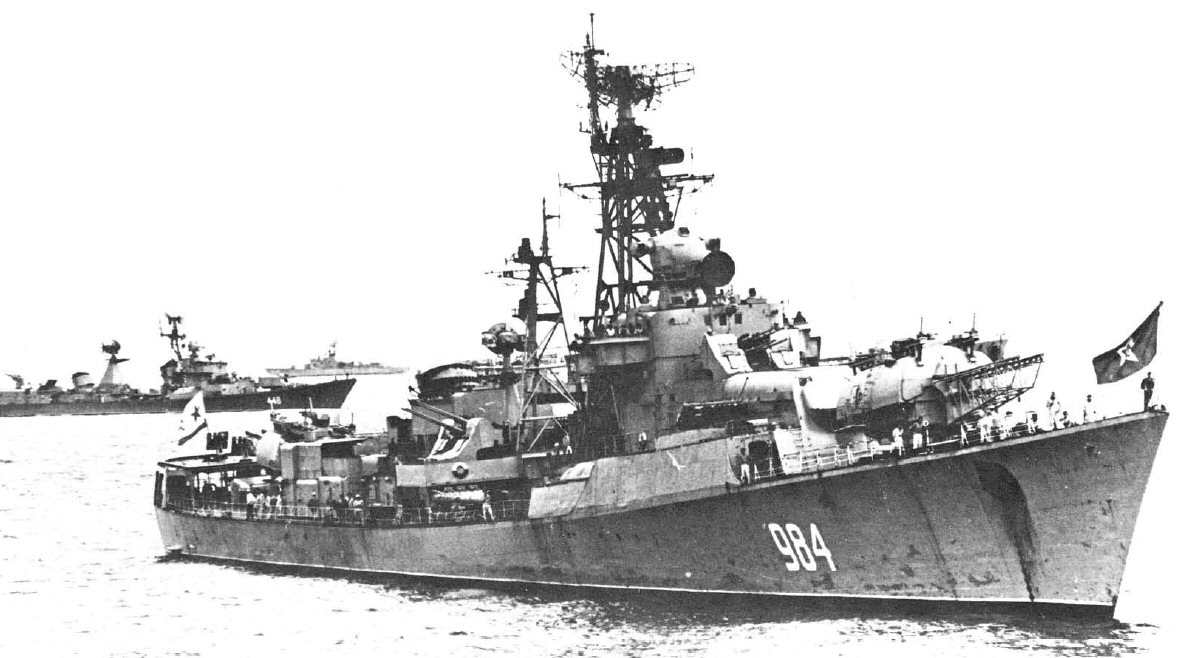
Okręt projektu 57bis w oryginalnej postaci

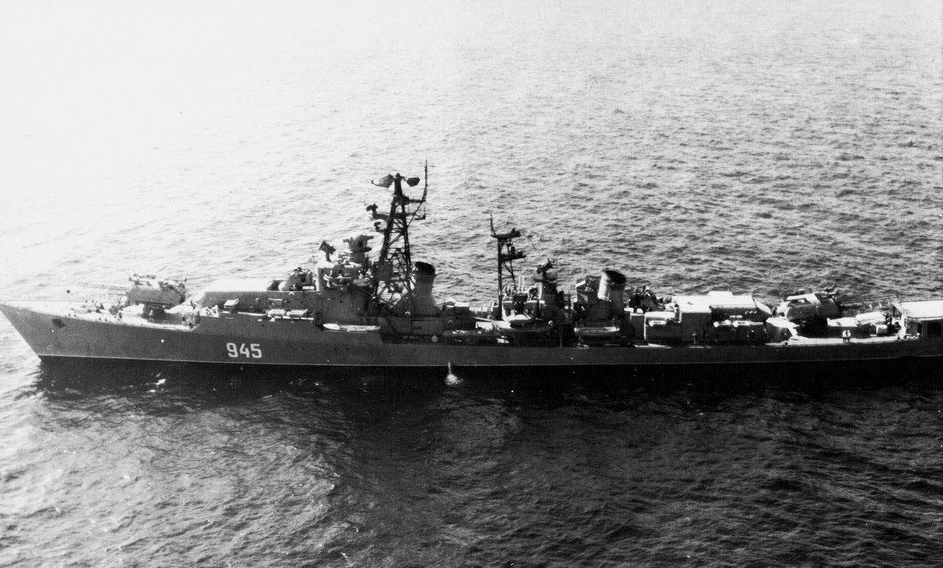
„Zorkij” w oryginalnej postaci, 1967

Niszczyciele rakietowe projektu 57 (typu Gniewnyj) – seria ośmiu radzieckich okrętów, budowanych na przełomie lat 50. i 60. XX wieku, klasyfikowanych początkowo jako niszczyciele, następnie duże okręty rakietowe (BRK), a po modernizacji – duże okręty przeciwpodwodne (BPK). Oznaczone były początkowo jako projekt 57bis, a po modernizacji jako projekt 57A. Były to pierwsze radzieckie niszczyciele projektowane od początku jako rakietowe. W kodzie NATO były oznaczone jako Krupny, a po modernizacji: Kanin. Wycofane ze służby do początku lat 90.

## Projektowanie i budowa
Okręty projektu 57 należały do pierwszego pokolenia radzieckich okrętów rakietowych. Założenia techniczne dla niszczycieli rakietowych uzbrojonych w pociski przeciwokrętowe zatwierdzono w 1955 roku. Początkowo okręty projektu 57 planowano skonstruować z wykorzystaniem kadłuba niszczycieli projektu 56, lecz okazał się on zbyt mały dla planowanego uzbrojenia. Powiększony projekt otrzymał oznaczenie 57bis. Powstał w leningradzkim biurze CKB-53 (główny konstruktor O. Jakob) i został zatwierdzony przez dowódcę marynarki adm. S. Gorszkowa 26 lutego 1957 roku. Po poprawkach, dokumentacja została ukończona 26 czerwca 1958 roku.
Konstrukcja okrętów projektu 57bis, ich maszynownia i linie kadłuba powtarzały w zasadzie konstrukcję niszczycieli projektu 56 (ozn. NATO: Kotlin), lecz powiększonych w celu umieszczenia dwóch wyrzutni rakietowych. Wprowadzono ponadto ulepszenia związane z ochroną przed bronią masowego rażenia. Zestaw uzbrojenia z kolei wywodził się z niszczycieli rakietowych proj. 56M (ozn. NATO: Kildin), na których jako pierwszych w ZSRR zastosowano pociski przeciwokrętowe, lecz został on powiększony. W ten sposób, okręty projektu 57 były ostatnim ogniwem ewolucji radzieckich niszczycieli lat 50., od projektu 41, przez projekty 56 i 56M.
Budowę pierwszego okrętu, nazwanego „Gniewnyj”, rozpoczęto jeszcze w 1957 roku i wodowano go w 1958 roku; pozostałe wodowano w latach 1959-60 i wszystkie weszły do służby w latach 1960-61 . Planowano zbudowanie 12 jednostek, lecz w sumie zbudowano tylko 8, ponadto budowy dziewiątego okrętu nie ukończono. Podobnie jak okręty proj. 56, budowano je w trzech stoczniach: nr 190 im. A. Żdanowa w Leningradzie, nr 445 im. 61 Kommunarów w Mikołajowie i nr 199 im. Leninskiego Komsomołu w Komsomolsku nad Amurem. Koszt okrętów wynosił od 18,5 (pierwszy okręt) do 14,5 milionów rubli. Okręty projektu 57bis były początkowo klasyfikowane jako niszczyciele (esminec), od 19 maja 1966 roku jako duże okręty rakietowe (BRK – bolszyj rakietnyj korabl) .

## Opis – projekt 57bis
Okręty miały smukły gładkopokładowy kadłub, z silnym wzniosem dziobu i lekkim wzniosem rufy. Dwie rozbudowane grupy nadbudówek znajdowały się w części dziobowej i rufowej; w grupie dziobowej był zakryty pomost dowodzenia. Zasadniczym elementem sylwetki były dwie masywne obrotowe jednoprowadnicowe wyrzutnie szynowe SM-59-1 pocisków przeciwokrętowych KSSzcz na pokładzie na dziobie i rufie, z opancerzonymi hangarami startowymi. Bezpośrednio za wyrzutniami były wbudowane w nadbudówki magazyny, z których podawano pociski do przeładowania.  Uzbrojenie artyleryjskie było jedynie uzupełniające i składało się z czterech odkrytych stanowisk poczwórnie sprzężonych armat przeciwlotniczych 57 mm: na nadbudówce dziobowej przed mostkiem, na nadbudówce rufowej i po jednym na każdej burcie na śródokręciu. Uzbrojenie dopełniały dwa trzyrurowe aparaty torpedowe, umieszczone na śródokręciu, po obu burtach, przystosowane do torped przeciw okrętom podwodnym, oraz dwie wyrzutnie rakietowych bomb głębinowych RBU-2500 Smiercz po bokach nadbudówki dziobowej. Kadłub, dzielący się poprzecznie na 15 przedziałów wodoszczelnych, wykonany był ze stali; na całej długości było podwójne dno (według innych źródeł, kadłub dzielił się na 18 przedziałów). Kadłub wykonany był we wzdłużnym systemie wiązań. Nadbudówki były wykonane ze stali i stopów lekkich. Okręty miały dobre własności morskie, były ponadto wyposażone w aktywne stabilizatory przechyłów.
Główne uzbrojenie stanowił pierwszy radziecki kierowany przeciwokrętowy odrzutowy pocisk skrzydlaty KSSzcz (Szczuka), opracowany w 1955 roku. Teoretyczny zasięg maksymalny wynosił 100 km, masa głowicy bojowej 620 kg. Zasięg limitowany był jednak w praktyce zasięgiem okrętowych środków radiolokacji. Zapas pocisków wynosił standardowo po sześć na wyrzutnię, maksymalnie osiem (przy utrudnionych manipulacjach pociskami). Czas automatycznego przeładowania wynosił 1,5 minuty.
Siłownia okrętowa powtarzała zasadniczo użytą w projekcie 56, z niewielkimi zmianami. Dla ochrony przed środkami masowego rażenia, w siłowni wprowadzono hermetyczne kabiny sterowania. Napęd stanowiły dwie turbiny parowe TW-8 o łącznej mocy 72 000 KM, do których parę dostarczały 4 kotły o ciśnieniu 64 at. Siłownię zbudowano w układzie naprzemiennym – po dwa kotły i jednej turbinie parowej w dwóch przedziałach, rozdzielonych w celu zwiększenia przeżywalności. Pomiędzy nimi były m.in. przedziały mechanizmów pomocniczych i stabilizatorów przechyłu. Konsekwencją była sylwetka z dwoma niskimi, pochylonymi i oddalonymi od siebie kominami, były one przy tym cieńsze niż w projekcie 56. Główny maszt kratownicowy znajdował się tuż za nadbudówką dziobową, za nim pierwszy komin, drugi niższy maszt kratownicowy znajdował się między kominami. Instalacja elektryczna na okrętach projektu 57 po raz pierwszy we flocie radzieckiej miała podwyższone napięcie 380 V.
Na samej rufie okrętu znajdowała się mała podwyższona platforma, na której mógł bazować śmigłowiec Ka-15 wskazujący cele dla pocisków za horyzontem. Zapas paliwa lotniczego na okręcie wystarczał na 5 wylotów. W ten sposób okręty proj. 57bis były pierwszymi radzieckimi okrętami z etatowym wyposażeniem lotniczym. Jednakże, z powodu niewprowadzenia przewidywanego systemu telewizyjnej transmisji danych Grusza, śmigłowiec w praktyce nie był na nich używany, tym bardziej, że okręty nie miały hangaru.

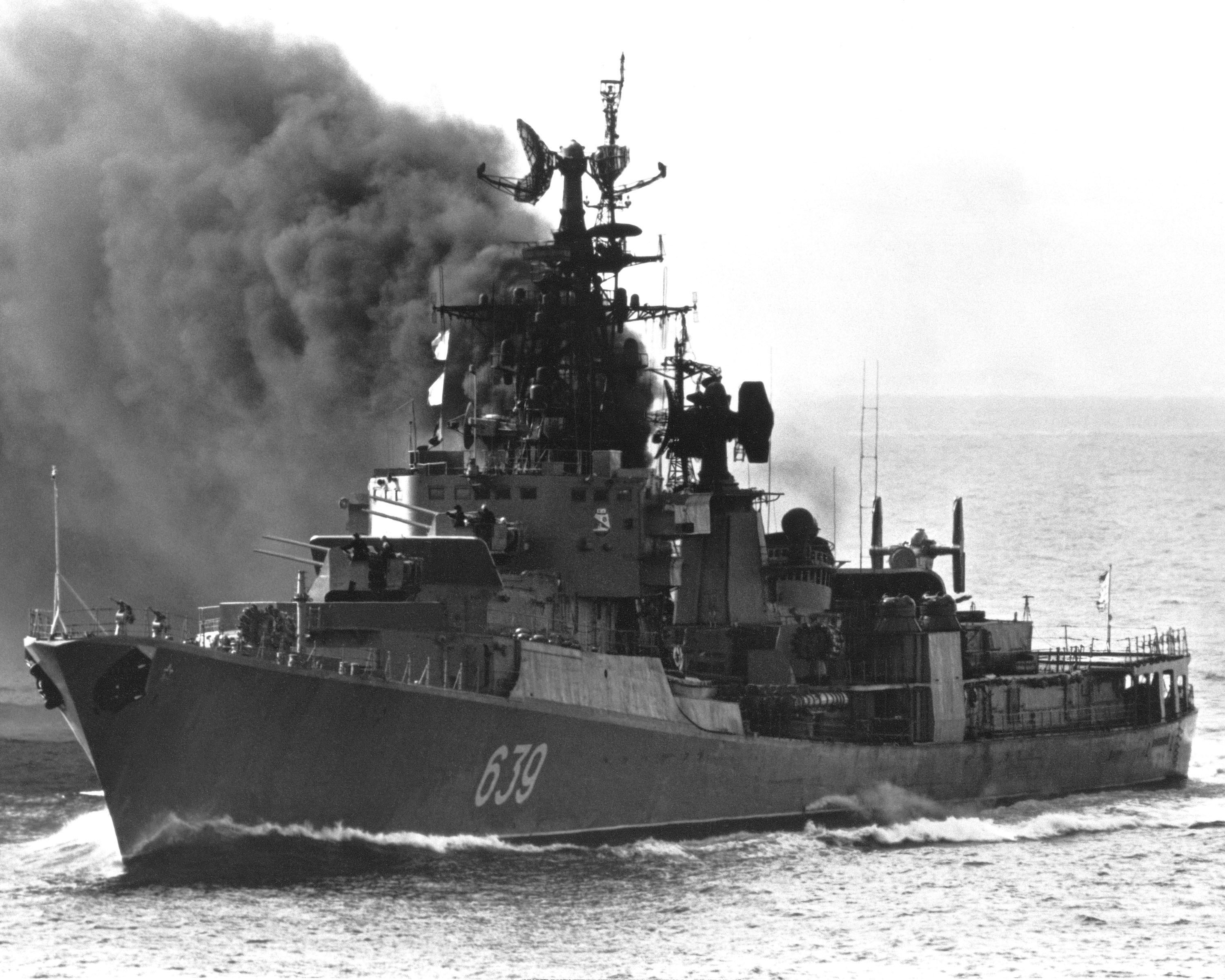
„Griemiaszczij” projektu 57A (po modernizacji). Widoczne elementy uzbrojenia, w tym dziobowe stanowiska dział i wyrzutnia rakietowa na rufie.

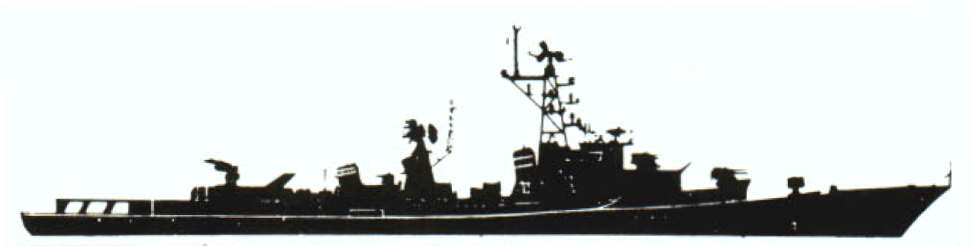
Sylwetka proj. 57A

## Modernizacja – projekt 57A
Ponieważ pociski przeciwokrętowe KSSzcz nie były nowoczesne już w chwili wejścia do służby i w 1972 roku zostały ostatecznie wycofane, niszczyciele projektu 57bis zostały w latach 1966–1978 gruntownie przebudowane według projektu 57A (w kodzie NATO: Kanin). Przebudowa, w ramach której między innymi zdemontowano obie wyrzutnie i elementy systemu KSSzcz, zwiększyła możliwości zwalczania przez nie okrętów podwodnych i celów powietrznych. Autorem projektu był W. Korolewicz. Okręty nie otrzymały nowszych pocisków przeciwokrętowych, ale na nadbudówce rufowej zainstalowano dwuprowadnicową wyrzutnię pocisków przeciwlotniczych ZIF-102 systemu M-1 Wołna. Poczwórne rufowe stanowisko armat 57 mm przeniesiono na nadbudówkę dziobową, w miejsce magazynu pocisków (obecnie były dwa stanowiska na dziobie w superpozycji). Zlikwidowano natomiast dwa burtowe stanowiska armat 57 mm na śródokręciu, montując zamiast nich dwie  wyrzutnie rakietowych bomb głębinowych RBU-6000 oraz trzecią na pokładzie dziobowym, które zastąpiły dotychczasowe wyrzutnie RBU-2500 o mniejszym zasięgu. Trzyrurowe aparaty torpedowe zamieniono na pięciorurowe. Zmiany w uzbrojeniu kończyło dodanie czterech podwójnych działek przeciwlotniczych 30 mm AK-230, w parach po bokach drugiego komina, kierowanych radarem Ryś.
Poza zmianami uzbrojenia, magazyny pocisków na dziobie i rufie zastąpiono nadbudówkami, rozbudowie uległa też nadbudówka dziobowa. Zamontowano nowy drugi maszt piramidowy o pełnej konstrukcji, na którym umieszczono stację kierowania ogniem rakietowym Jatagan. Zmodernizowano zestaw urządzeń elektronicznych i radarów. Znaczne zmiany zaszły też w części podwodnej, gdzie w nowej części dziobowej zabudowano sonar podkilowy Titan-2 w gruszce dziobowej – po raz pierwszy w radzieckim budownictwie okrętowym. Na rufie urządzono większe i wzmocnione lądowisko, na którym mógł bazować śmigłowiec do zwalczania okrętów podwodnych Ka-25PŁ.
Jako pierwszy przebudowę ukończył „Griemiaszczij” w 1968 roku, ostatni „Upornyj” w roku 1978 . Po przebudowie, od marca 1974 roku okręty klasyfikowano jako duże okręty przeciwpodwodne (bolszyj protiwołodocznyj korabl – BPK). Uzyskano w ten sposób wartościowe jednostki, chociaż koszt przebudowy wynosił około połowy kosztów budowy okrętów (w Leningradzie 6-7 milionów rubli, w Dalzawodzie na Dalekim Wschodzie aż 9 milionów). Inne okręty radzieckie nie były już poddawane tak daleko idącej przebudowie. 

## Służba
Niszczyciele proj. 57 zostały rozdzielone pomiędzy wszystkie cztery radzieckie Floty: Bałtycką, Czarnomorską, Oceanu Spokojnego i Północną. Okręty nie brały udziału w działaniach bojowych, aczkolwiek „Gniewnyj”, „Griemiaszczij” i „Żguczyj” były wysyłane w latach 1967–1971 na wody Bliskiego Wschodu, z pomocą dla zaprzyjaźnionych państw arabskich (Egiptu i Syrii), znajdujących się w konflikcie z Izraelem, gdzie pełniły służbę dozorową. Odwiedzały w toku służby liczne porty zagranicznych, w tym państw NATO, między innymi w dniach 12-17 maja 1975 „Żguczyj” i „Bojkij” odwiedziły Boston w USA, a „Gniewnyj” w 1976 roku odwiedził Vancouver.
W 1977 roku „Dierzkij” został wycofany do rezerwy i zakonserwowany w Zatoce Kolskiej, aż do końca swojej kariery, po czym w 1990 roku został przekształcony w okręt-cel. Pozostałe okręty projektu 57A zostały wycofane ze służby jako jednostki bojowe pod koniec lat 80. i na początku lat 90., po czym większość została złomowana. „Griemiaszczij” jeszcze w latach 1987-1991 służył jako okręt doświadczalny OS-315. „Bojkij” podczas holowania na złom za granicę 14 listopada 1988 roku został wyrzucony na brzeg u wybrzeży Norwegii. „Gordyj” został zatopiony jako okręt-cel koło brzegów Kamczatki w 1989 roku. Ostatni „Zorkij” został 1 czerwca 1992 roku przeklasyfikowany na okręt dozorowy (storożewoj korabl – SKR), po czym wycofany 30 czerwca 1993 roku.
Dziewiąty niszczyciel „Chrabryj” wodowano w 1961 roku, lecz jego budowę wstrzymano 1 lipca 1963 roku, po czym w roku 1969 został przekształcony w pływającą elektrownię ENS-73 (ЭНС-73). Wycofany został 11 marca 1982 roku i przekazany na złom.

## Okręty
| Nazwa                    | położenie stępki, nr stoczniowy | położenie stępki, nr stoczniowy | wodowanie    | wejście do służby | przydział          | modernizacja | wycofanie ze służby bojowej |
| Gniewnyj (Гневный)       | 16. 11. 1957, Mikołajów         | 1401                            | 30. 11. 1958 | 10. 01. 1960      | 1960 FCz, 1969 FOS | 1972-1973    | 08. 04. 1988                |
| Griemiaszczij (Гремящий) | 25. 02. 1958, Leningrad         | 771                             | 30. 04. 1959 | 30. 06. 1960      | 1960 FP            | 1966-1968    | 17. 07. 1987                |
| Żguczyj (Жгучий)         | 23. 06. 1958, Leningrad         | 772                             | 14. 10. 1959 | 23. 12. 1960      | 1961 FP            | 1967-1969    | 30. 07. 1987                |
| Zorkij (Зоркий)          | 17. 04. 1959, Leningrad         | 773                             | 30. 04. 1960 | 30. 09. 1961      | 1961 FB            | 1969-1971    | 30. 06. 1993                |
| Upornyj (Упорный)        | 09. 04. 1958, Mikołajów         | 1402                            | 14. 10. 1959 | 03. 12. 1960      | 1960 FOS           | 1977-1978    | 24. 06. 1991                |
| Bojkij (Бойкий)          | 02. 04. 1959, Mikołajów         | 1403                            | 15. 12. 1959 | 26. 06. 1961      | 1961 FCz, 1970 FP  | 1970-1973    | 09. 02. 1988                |
| Gordyj (Гордый)          | ? 05. 1959, Komsomolsk          | 90                              | 24. 05. 1960 | 06. 02. 1961      | 1961 FOS           | 1973-1975    | 30. 07. 1987                |
| Dierzkij (Дерзкий)       | 10. 10. 1959, Leningrad         | 774                             | 04. 02. 1960 | 30. 12. 1961      | 1962 FP            | 1967-1972    | 19. 04. 1990                |
| Chrabryj (Храбрый)       | 1959, Komsomolsk                | 91                              | 1961         | -                 | -                  | -            | -                           |

Przydział: FB – Flota Bałtycka, FCz – Flota Czarnomorska, FOS – Flota Oceanu Spokojnego, FP – Flota Północna.

## Dane taktyczno-techniczne
Projekt 57bis / 57A
- wyporność:
  - standardowa: 3500 t / 3700 t
  - pełna: 4200 t / 4700 t
- wymiary:
  - długość: 138,9 m / 140,6 m
  - szerokość: 14,84 m
  - zanurzenie: 4,47 m / 4,65 m
- napęd: 2 turbiny parowe o mocy łącznej 72 800 KM, 4 kotły parowe wodnorurkowe, 2 śruby
- prędkość:
  - pełna: 34,5 / 32 węzły
  - operacyjno-ekonomiczna 18 w.
- zasięg: 3060 mil morskich przy prędkości 18 w.
- załoga: 290 / 297 (w tym 20/21 oficerów)

## Uzbrojenie

### Projekt 57bis
- 2 wyrzutnie SM-59-1 skrzydlatych pocisków przeciwokrętowych KSSzcz (12-16 pocisków, zasięg ok. 40 km)
- 16 armat przeciwlotniczych 57 mm na poczwórnych podstawach ZIF-75 (4 x IV) (9500[2] lub 12 800 nabojów[7])
- 6 wyrzutni torpedowych 533 mm TTA-53-57bis w dwóch aparatach (2 x III)[2] (6 torped)[7]
- 2 szesnastoprowadnicowe wyrzutnie rakietowych bomb głębinowych RBU-2500 Smiercz (zasięg 2800 m[11], 128 bomb RGB-25)[7]
- 1 śmigłowiec Ka-15

### Projekt 57A
- 1 podwójna wyrzutnia ZIF-102 pocisków przeciwlotniczych średniego zasięgu M-1 Wołna (32 pociski, zasięg do 15 km, później Wołna-M – zasięg do 22 km)
- 8 armat przeciwlotniczych 57 mm na poczwórnych podstawach ZIF-75 (2 x IV)
- 8 działek przeciwlotniczych 30 mm AK-230 w dwulufowych wieżach (4 x II)
- 10 wyrzutni torpedowych 533 mm TA-53-1134 w dwóch aparatach (2 x V)
- 3 dwunastoprowadnicowe wyrzutnie rakietowych bomb głębinowych RBU-6000 Smiercz-2 (zasięg 5500 m, 216 bomb RGB-60)
- 1 śmigłowiec Ka-25PŁ

## Wyposażenie elektroniczne

### Projekt 57bis
- 1 radar dozoru ogólnego MR-300 Angara (na maszcie)[5]
- 1 stacja radiolokacyjna naprowadzania pocisków Załp-Szcz[2]
- 1 radar nawigacyjny Neptun[2]
- 2 stacje radiolokacyjne Fut-B kierowania ogniem armat 57 mm[1]
- stacja hydrolokacyjna podkilowa GS 572[5] Gierkules 2M[2] (inne dane: Piegas-2M[1])
- stacja rozpoznania radioelektronicznego Bizań-4A[1]
- systemy walki radioelektronicznej: stacje zakłóceń Krab-11 i Krab-12[1]
- system identyfikacji swój-obcy: 2 transpondery Chrom-K i interrogator Nikiel-K[5]
- radiostacje

### Projekt 57A
- 1 radar dozoru ogólnego MR-310A Angara-A (na maszcie)[7]
- 1 stacja radiolokacyjna Jatagan kierowania ogniem rakiet plot M-1 (na drugim maszcie)
- 1 radar nawigacyjny Wołga[7]
- 1 stacja radiolokacyjna Fut-B kierowania ogniem armat 57 mm
- 2 stacje radiolokacyjne MR-104 Ryś kierowania ogniem armat 30 mm
- stacja hydrolokacyjna podkilowa MG-332T Titan-2[2]
- stacja hydrolokacyjna MG-26[2]
- systemy wykrywania okrętów podwodnych po śladzie termicznym: MI-110K, MI-110R[1][7] (inne dane: MI-110K, MGS-407K)[2]
- system rozpoznania radioelektronicznego MRP-11-14[1] Zaliw[7]
- systemy walki radioelektronicznej: stacje zakłóceń Krab-11 i Krab-12[1]
- system identyfikacji swój-obcy: transponder Chrom-KM i interrogator Nikiel-KM[2]
- radiostacje